# Đại Nhật Như Lai

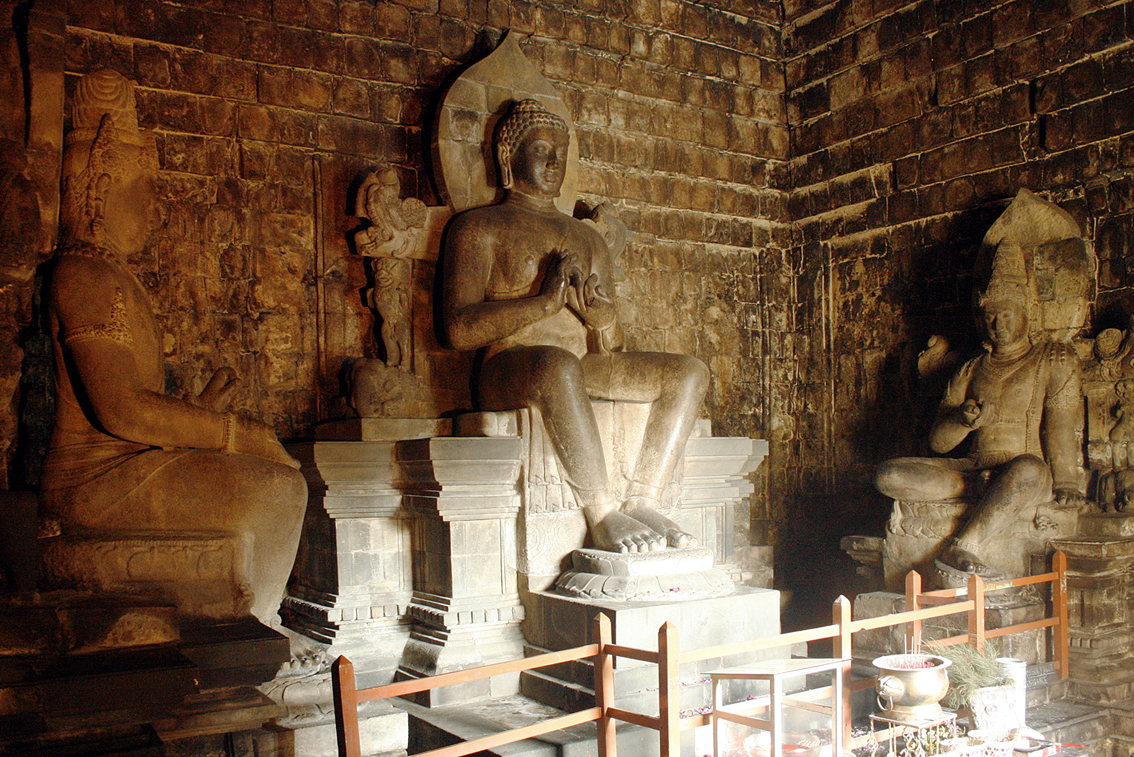
Đại Nhật Như Lai ở giữa, trái là Quán Thế Âm, phải là Kim Cương Thủ Vajrapani

Tỳ-lô-giá-na (tiếng Phạn: वैरोचन, Vairocana), còn được biết đến với tên gọi Tỳ-lư-xá-na hoặc Đại Nhật Như Lai (chữ Hán: 大日如来) là danh hiệu một vị Phật trong truyền thống Phật giáo Đại thừa và Kim cương thừa. Theo Kinh Hoa nghiêm, Tỳ-lô-giá-na chính là pháp thân của Thích-ca Mâu-ni. Trong Mạn-đà-la của Mật tông thì Đại Nhật Như Lai ở vị trí trung tâm. Ngài là biểu hiện của ánh sáng Trí Tuệ chiếu soi và diệt trừ bóng tối của vô minh.

## Danh hiệu
Nguyên văn tiếng Phạn, danh hiệu Vairocana (tiếng Phạn: वैरोचन), đôi khi được xưng tụng là Mahavairocana, Hán dịch là Tịnh Mãn (淨滿, đầy sạch), nghĩa là "các lầm không còn, các đức đầy đủ".

## Ý nghĩa Pháp thân Đại Nhật Như Lai
Theo quan điểm Đại Thừa thì Đức Phật có ba thân: pháp thân, báo thân, hóa thân. Sở dĩ có ba thân là do chỗ dụng khác nhau. Phật Thích Ca, là vị Phật lịch sử đã đản sinh và nhập diệt trên quả địa cầu này, chính là hóa thân của Phật. Trong khi đó, thân mà Phật Thích Ca đã chứng ngộ gọi là pháp thân, là Chân Như và đó là Đại Nhật Như Lai. Ý nghĩa pháp thân này vượt ngoài sự luận bàn của ngôn từ và chỉ có sự chứng ngộ thành Phật mới có thể biết.

## Đại Nhật Như Lai trong Mạn Đà La
Trong Kim Cương Giới Mạn Đà La, Đại Nhật Như Lai đại biểu cho Thức uẩn của Ngũ uẩn, Không đại của Ngũ đại, Pháp giới thể tính trí của Ngũ trí, và có chủng tử tự là VAṂ.
Trong Thai Tạng Giới Mạn Đà La, phần Trung Đài Bát Diệp Viện có hình tượng hoa sen Bi Tâm tám cánh, thì Đại Nhật Như Lai là nhụy sen biểu tượng cho căn bản của sự tu tập giải thoát cần phải lấy Đại Bi làm gốc. Ngài đại biểu cho tâm viên mãn, tối thắng của hoa sen trắng tinh khiết, trang nghiêm, thanh tịnh. Chủng tử tự là ĀḤ.

## Ý nghĩa tên gọi Đại Nhật Như Lai
Đại Nhật Như Lai được dịch từ Vairocana, theo tiếng Phạn có nghĩa là "biến chiếu". Trong Đại Nhật Kinh Nghĩa Thích do sư Nhất Hạnh thuật ký giải thích: "Chữ Tỳ Lô Giá Na (vairocana) là mặt trời, có nghĩa là soi sáng cùng khắp, diệt trừ mọi chỗ u ám. Tuy nhiên đối mặt trời của thế gian, sự chiếu sáng có phương phận, chiếu sáng bên ngoài mà chẳng chiếu sáng bên trong, chiếu sáng bên này, chẳng đến bên kia, lại chỉ sáng ban ngày, còn ban đêm không thấy chiếu. Huệ Nhật của Như Lai không như thế. Trí sáng của Phật chiếu khắp mọi nơi, chẳng kể trong ngoài, không phân phương hướng, góc cạnh, đêm ngày."

## Hình ảnh

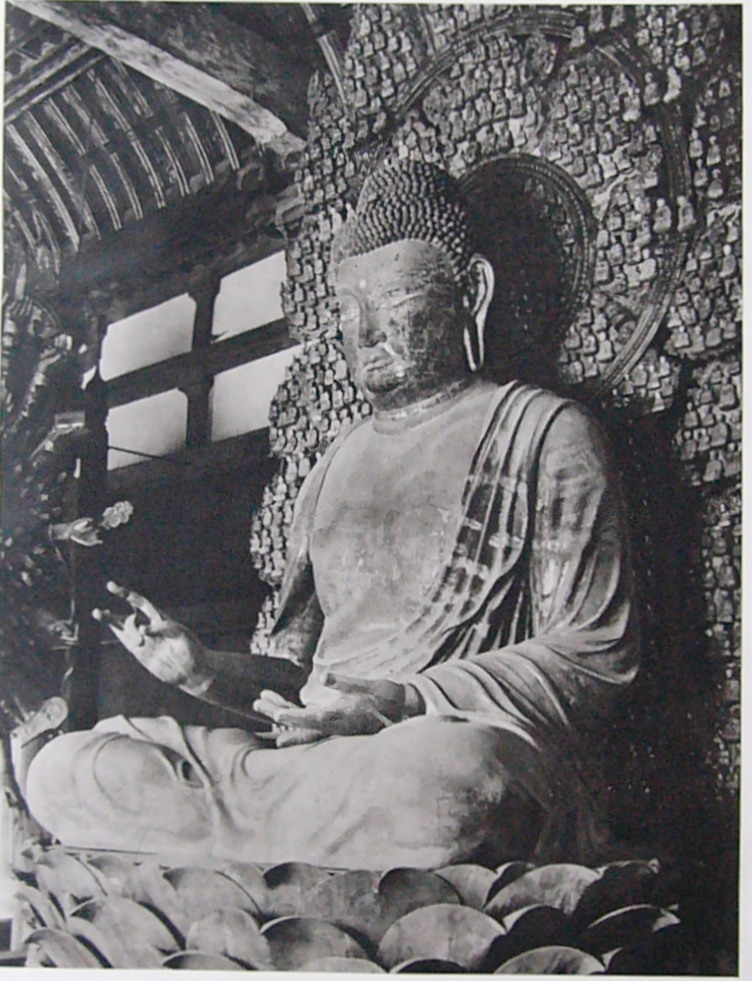
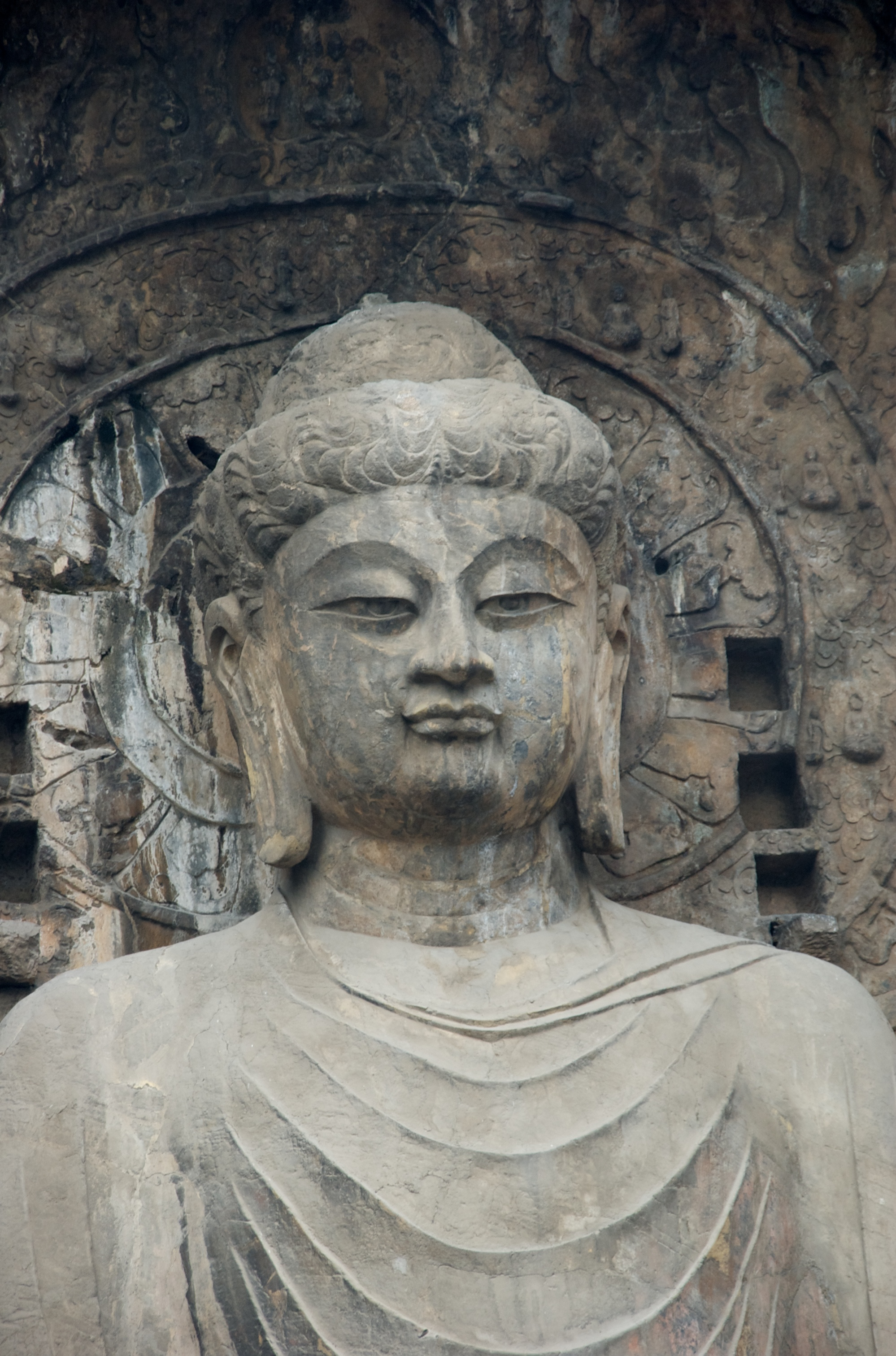
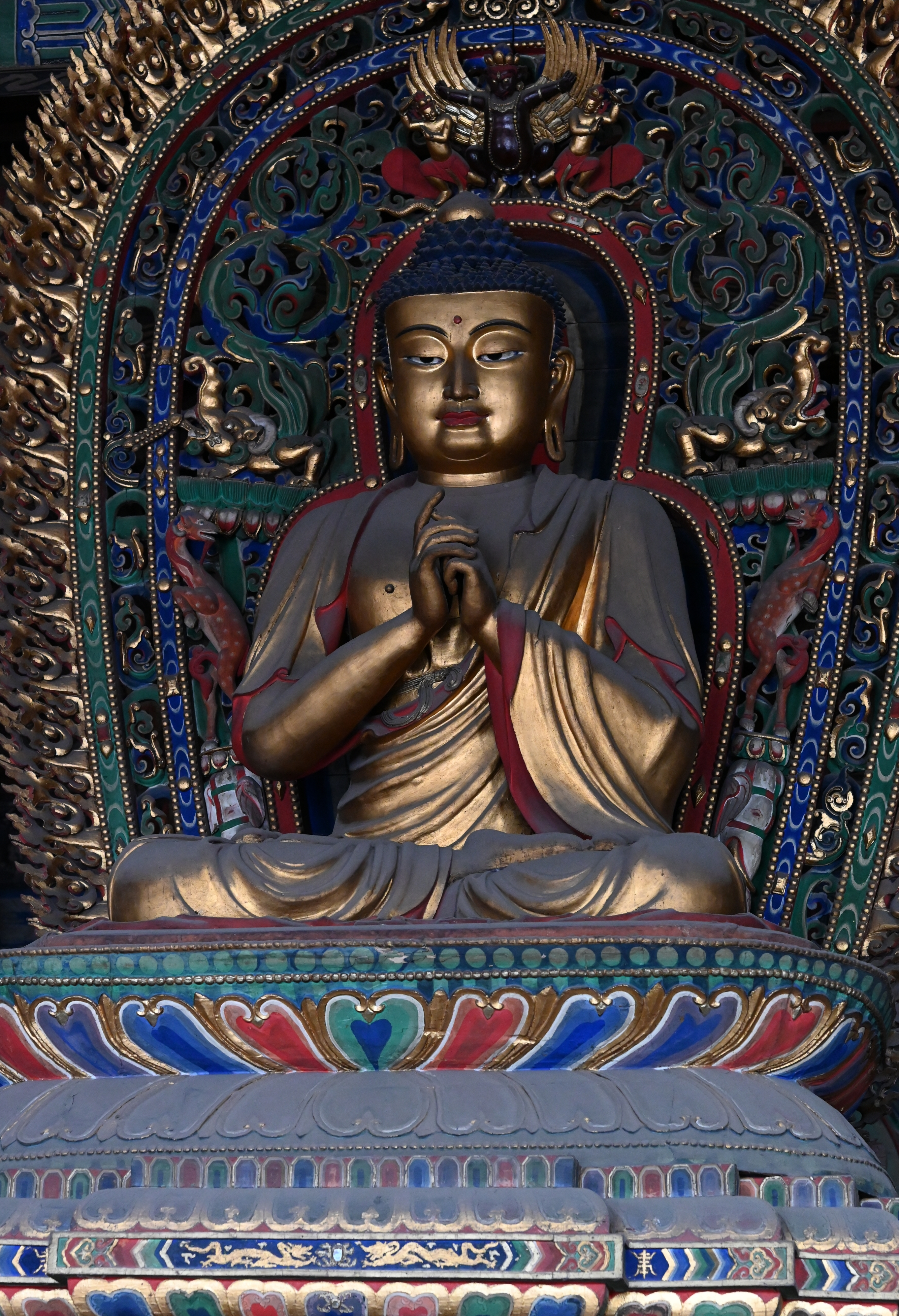
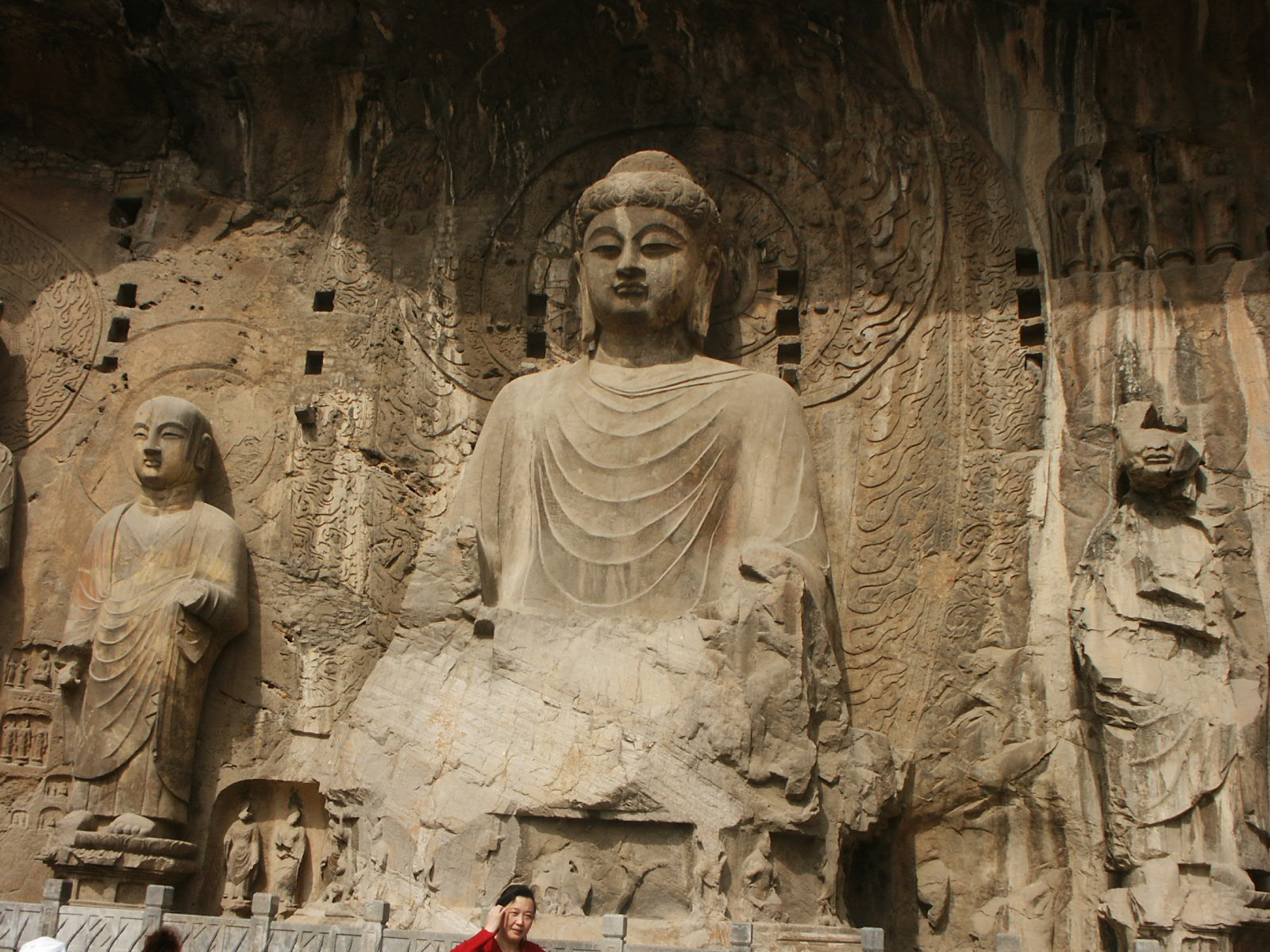
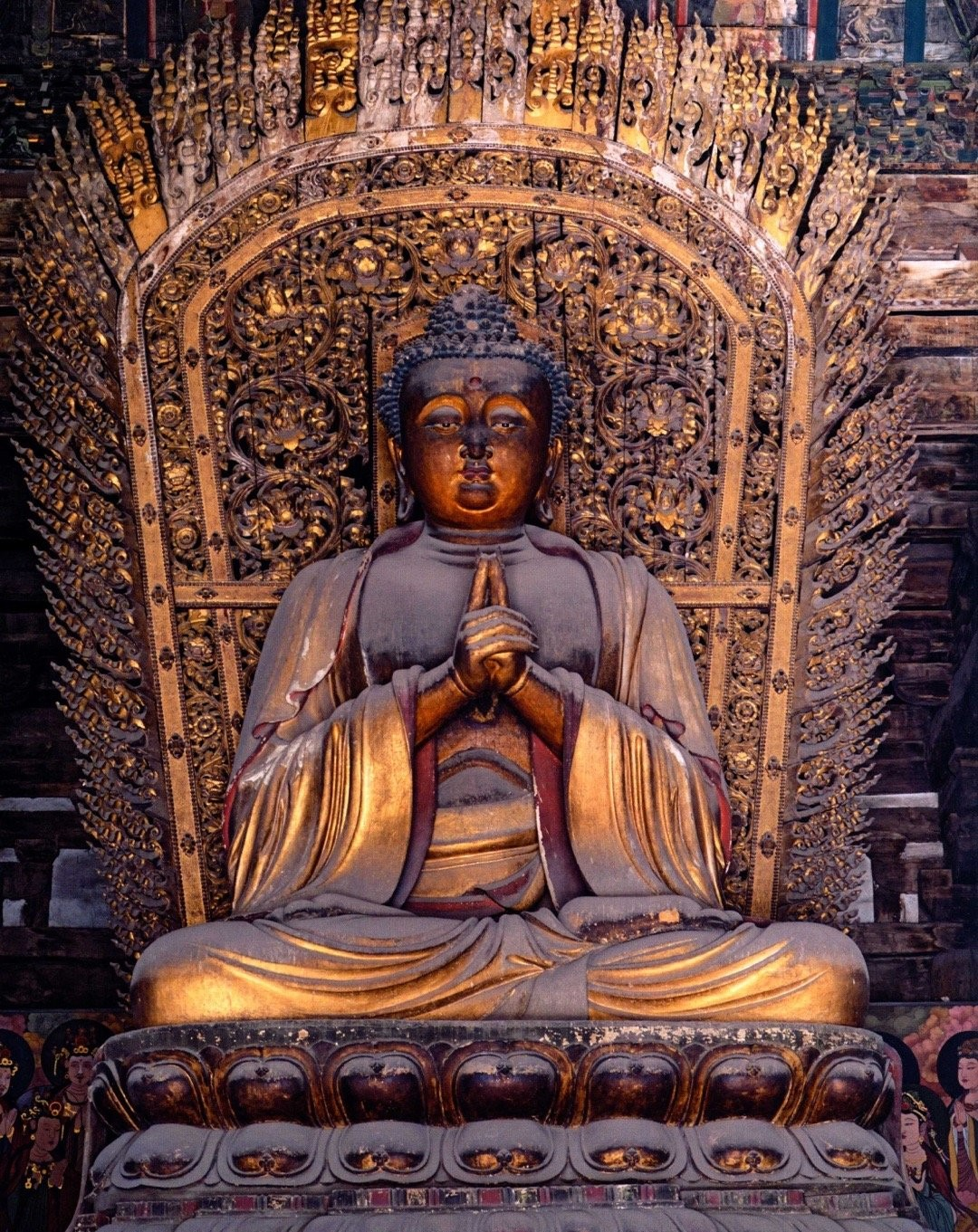
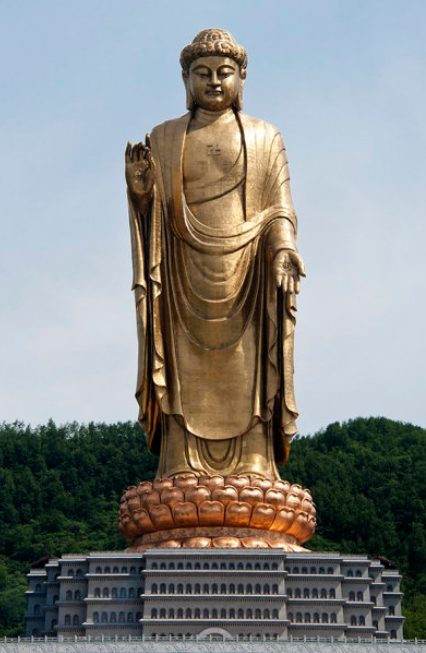
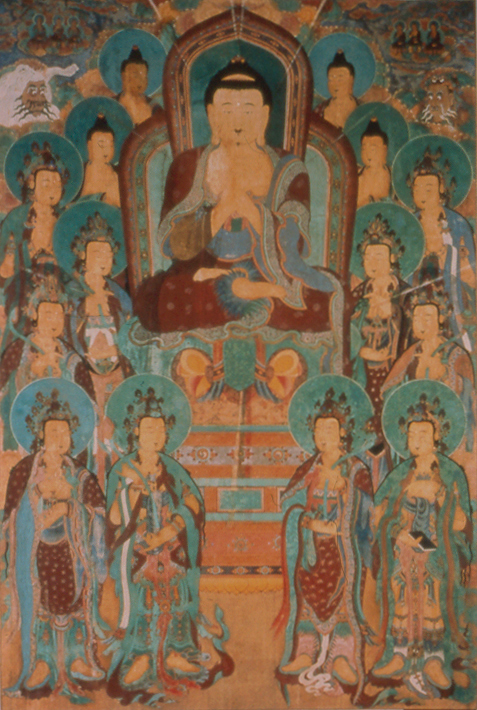
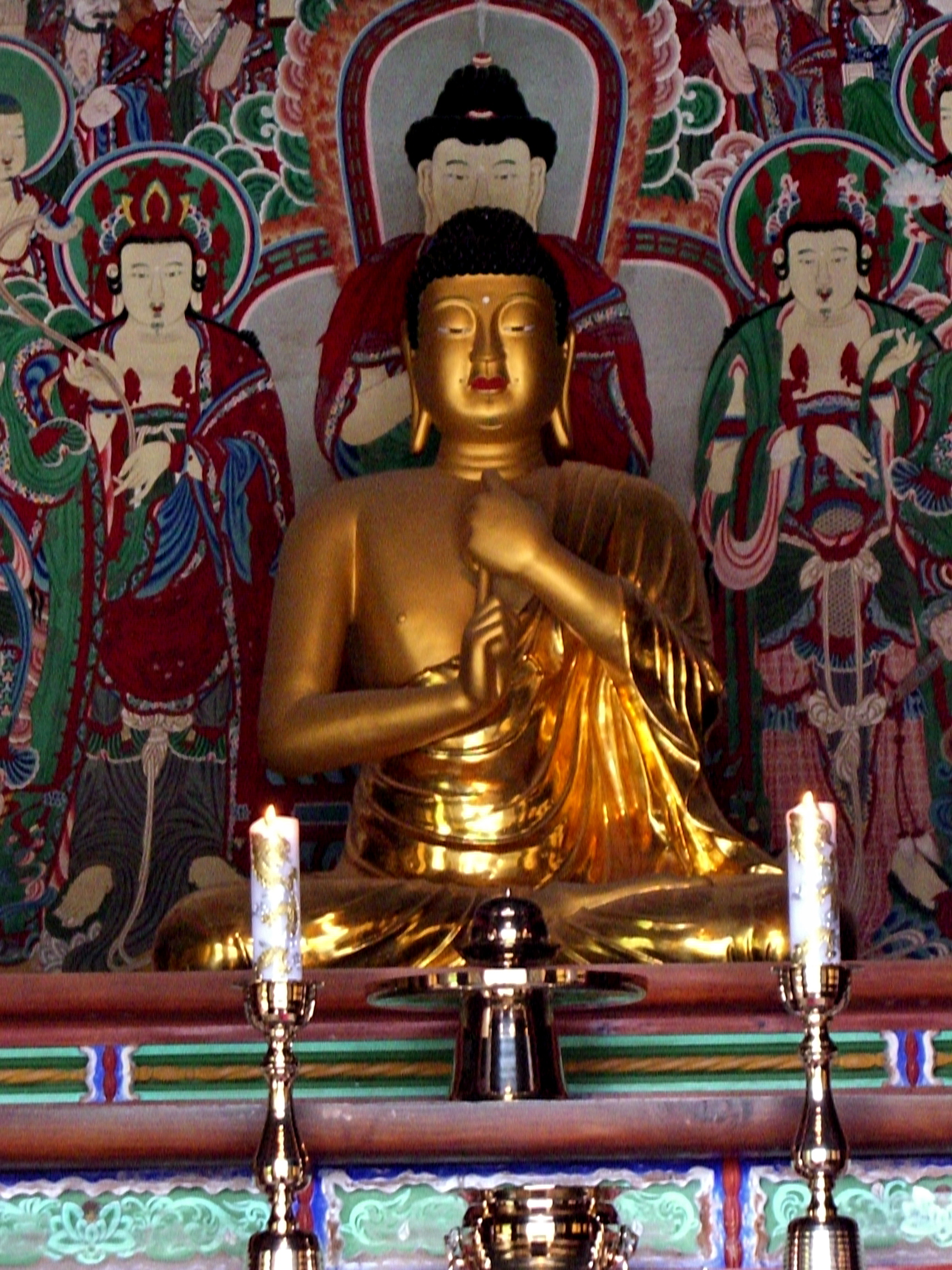
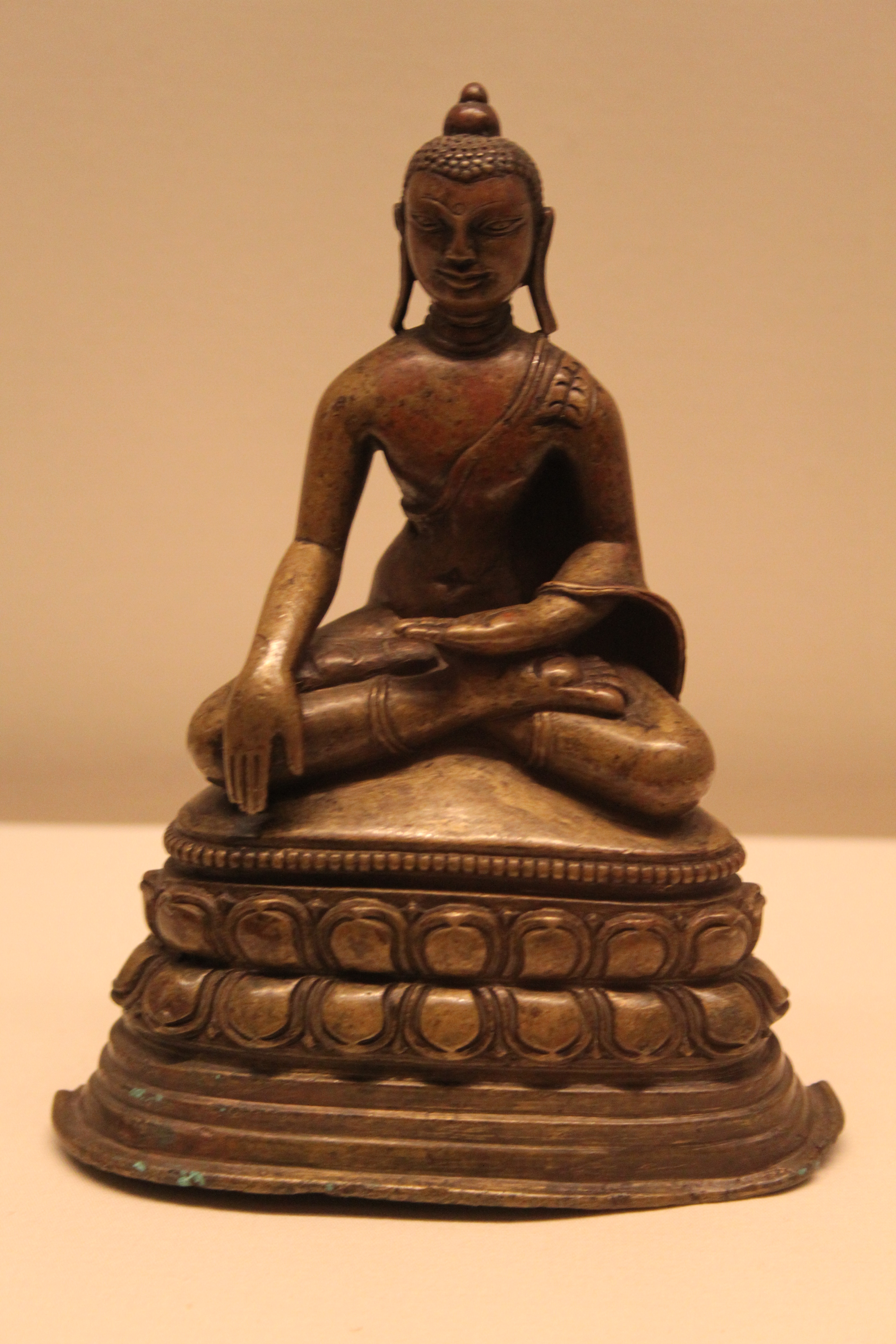
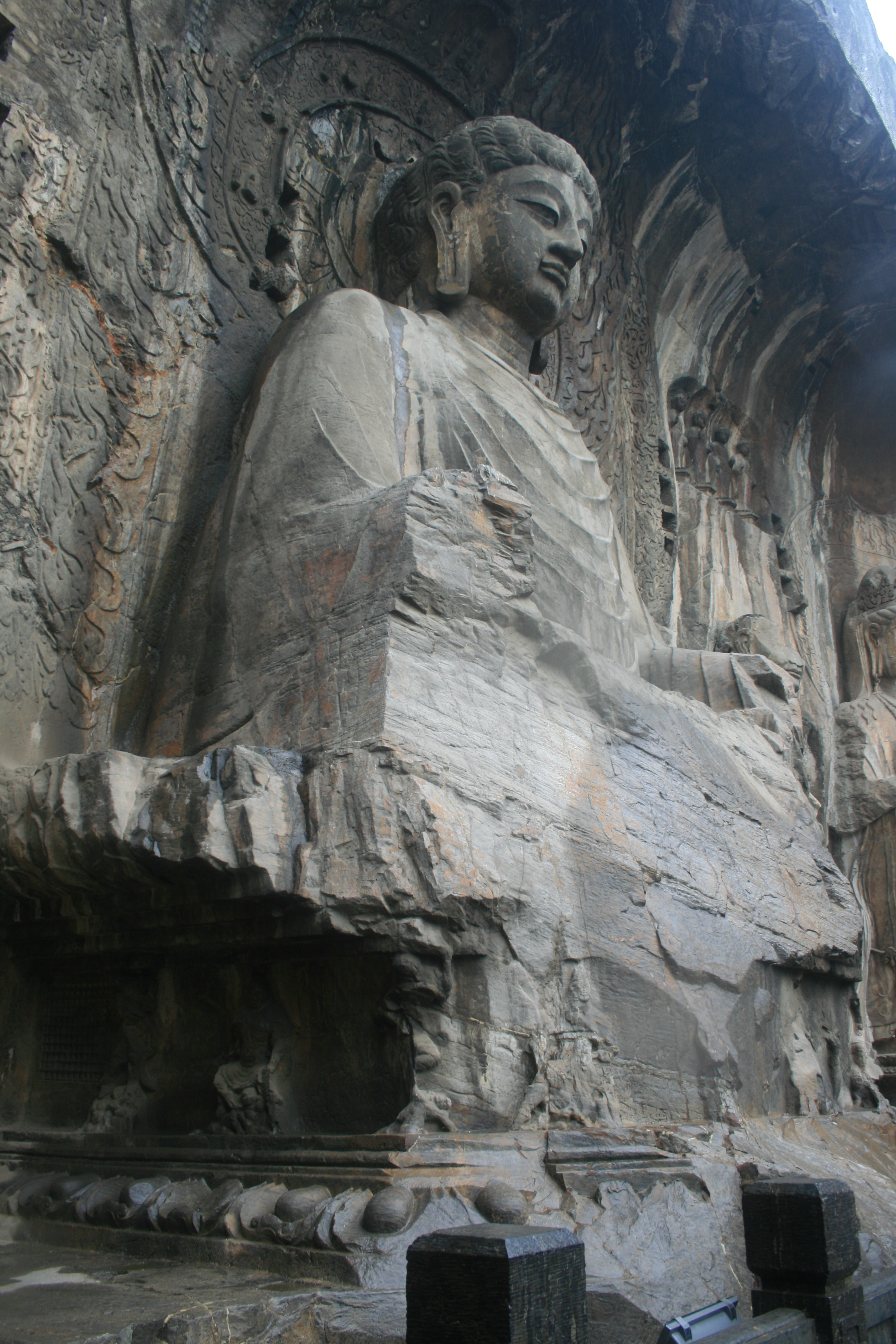
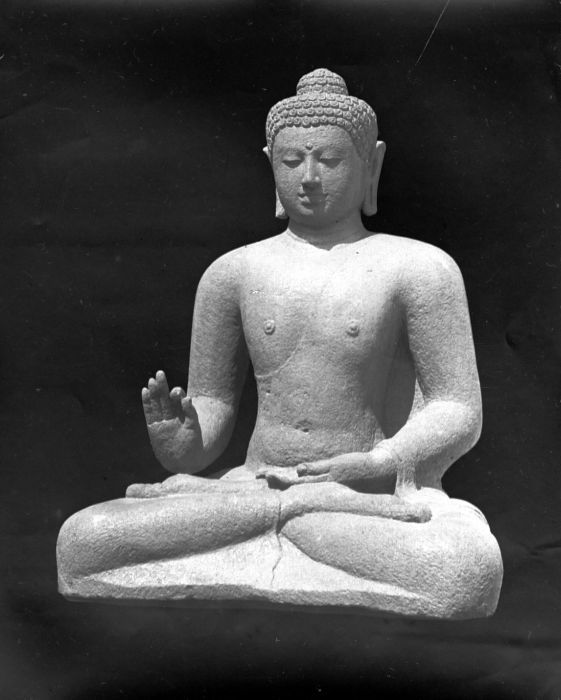
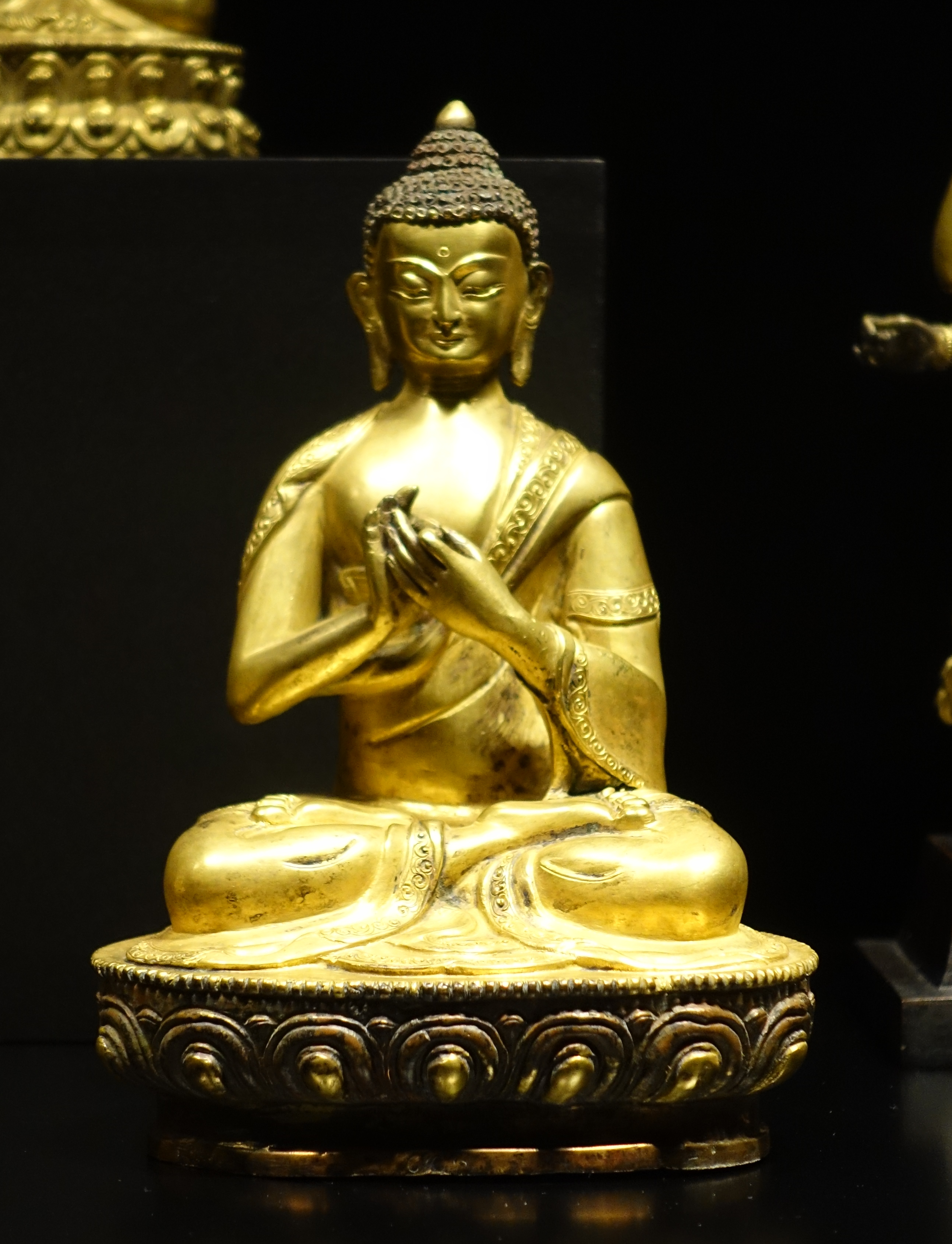
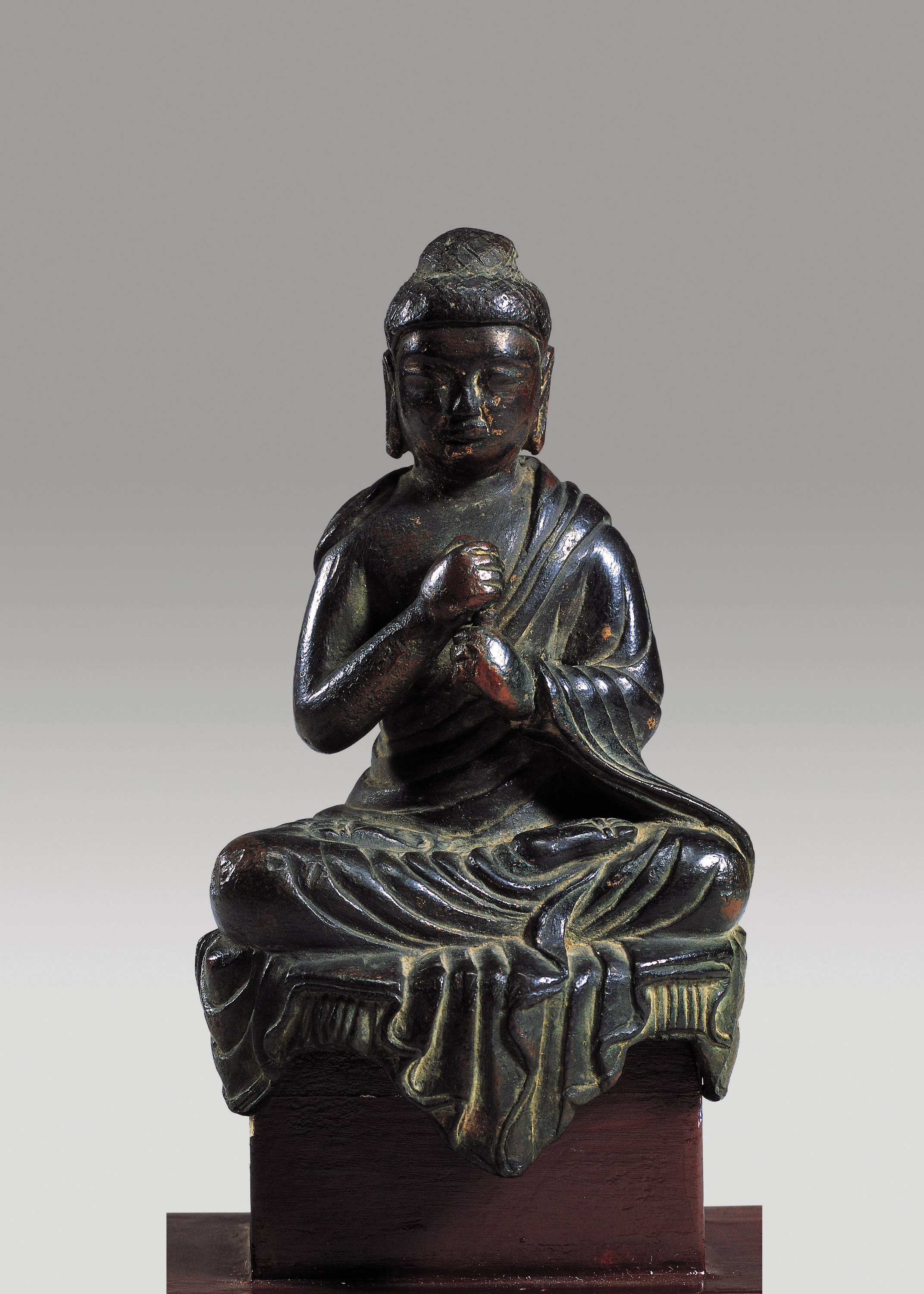
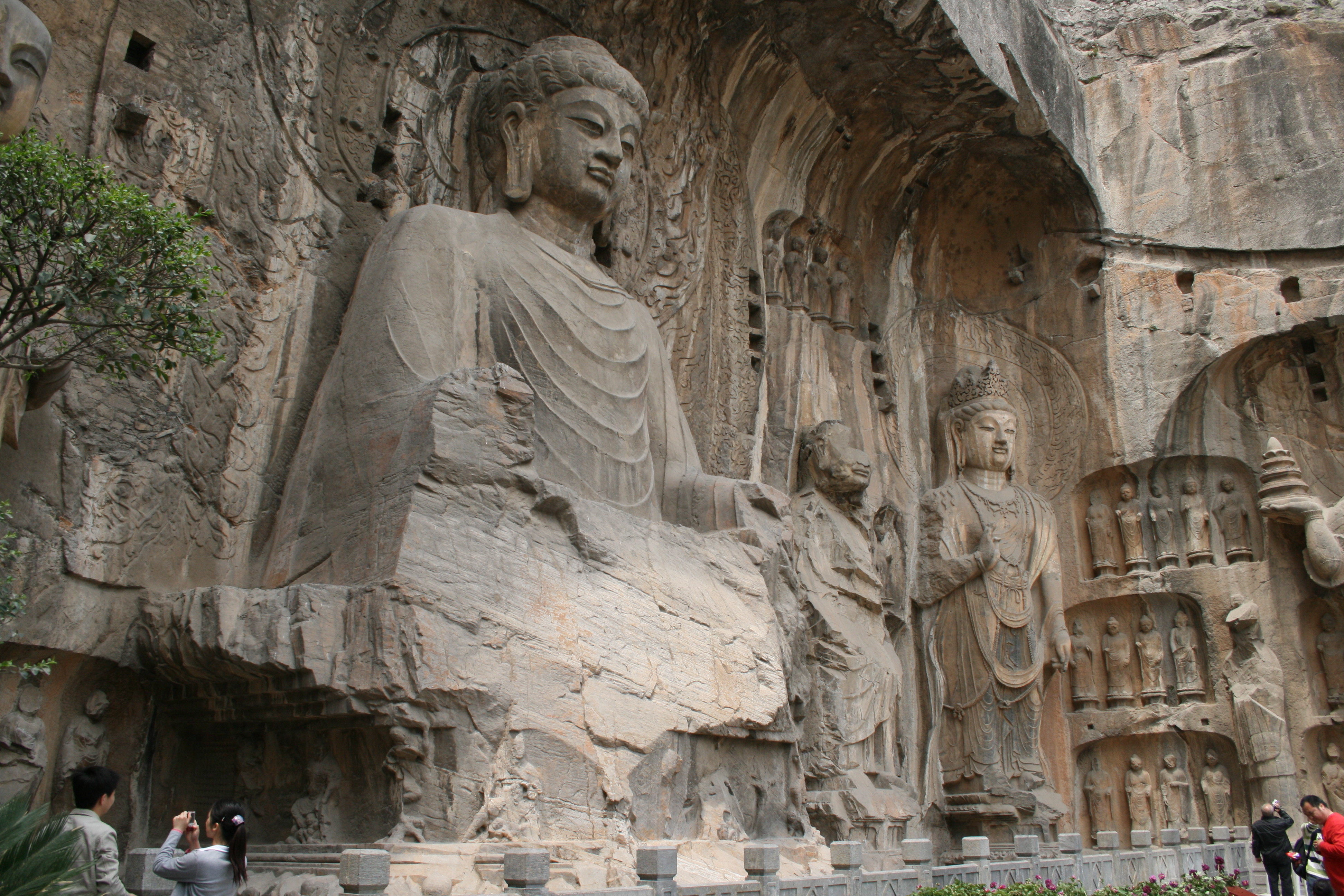
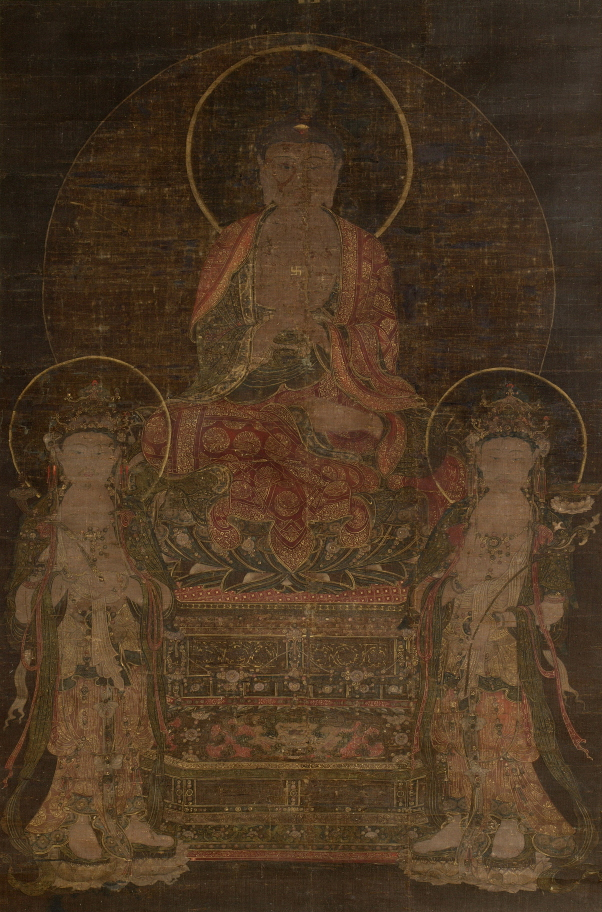